# Eutypomyidae
Eutypomyidae — родина вимерлих гризунів із Північної Америки та Євразії, які вважаються спорідненими із сучасними бобрами.